# 馬爾季尼夫卡 (盧茨克區)
50°33′25″N 25°9′56″E / 50.55694°N 25.16556°E
馬爾季尼夫卡（烏克蘭語：Мартинівка），是烏克蘭的村落，位於該國西部沃倫州，由盧茨克區負責管轄，面積0.19平方公里，海拔高度229米，人口75，人口密度每平方公里421.05人。